# Sipos László (festő)
Sipos László (Kolozsvár, 1943. július 23. – Felvinc, 2022. augusztus 2.) erdélyi magyar festőművész és grafikus. A Magyar Művészeti Akadémia Képzőművészeti tagozatának tagja (2005).

## Életútja
Felsőfokú tanulmányokat folytatott a kolozsvári Ion Andreescu Képzőművészeti Főiskolán, ahol Földes László esztéta, Bretter György filozófus voltak a mesterei. Pályakezdőként a tordai üveggyár szakiskolájában (1970–1978), majd a 6. sz. általános iskolában (1978–1983), később a helyi gyermekklubban tanított. 1990–1992 közt a kolozsvári Helikon című lap szerkesztőségében grafikusként működött. Tagja volt a Romániai Képzőművészek Szövetségének és az 1994-ben újjászerveződött Barabás Miklós Céhnek. Felvincen élt és alkotott, 1969 óta kiállító művész.
Művészetében a hagyományos nagybányai stílust követte, de gyakran el is tért attól, táblaképei témájának egy részét a pop-art tárgyiasított világában, ragasztva, montírozva, gunyoros groteszkséggel ábrázolta, benne hullámzik a térség 20–21. százada. Grafikai munkáival számos könyvet illusztrált, több mint 70 kötet van mögötte, gazdag tollrajzai az értékekre hívják fel az olvasók figyelmét.

## Kiállításai (válogatás)

### Egyéni
- Kolozsvár (1969, 1970, 1976, 1990, 1996);
- Marosvásárhely (1971);
- Bukarest (1972);
- Nagyvárad (1976);
- Brassó (1989);
- Makó (1996, 2001, 2002);
- Pécs (2003);
- IKE Galéria, Torda, (2006)[3]
- Bukaresti Magyar Kulturális Intézet (2010, Bukarest).

### Csoportos
- A Barabás Miklós Céh Őszi Tárlata (1997, Marosvásárhely)
- Kortárs Magyar Galéria (1998, 1999, 2000, Dunaszerdahely, Szlovákia)
- Magyarok Háza (2000, Budapest)
- Apáczai Galéria (2011, Kolozsvár)
- Szépművészeti Múzeum Kolozsvár (2017)

## Kötete
- Sipos László: Rajzfilmek felnőtteknek. Csíkszereda : Pallas-Akad., 2009. 45 p.

## Illusztrált köteteiből
- Emberek a nyári éjszakában : Elbeszélésciklus / Frans Eemil Sillanpää ; [fordította N. Sebestyén Irén] / [az illusztrációkat Sipos László készítette]. – Bratislava : Madách ; Budapest : Európa, 1977 Gyoma : Kner Ny. – 191 p.
- Mátyás, a sosemvolt királyfi / Solymár József ; [... az illusztrációk Sipos László munkái]. – Kolozsvár : Tinivár, 1994. – 88 p.
- Reményik Sándor emlékkönyv / [összegyűjt. és a szöveget gond. Kisgyörgy Réka] ; [... ill. Sipos László]. Kolozsvár : Erdélyi Szépmíves Céh, 1998. 147 p.
- Örök pátria : verses magyar történelem / [vál. Bartha Zoltán és Kádár Ferenc] ; [ill. Sipos László]. Kolozsvár : Tinivár, 2001. 391 p. : ill.
- Legszebb népballadáink / [vál. és sajtó alá rend. ... Fodor Irén] ; [... ill. Sipos László]. 2. bőv. kiad. / vál. Mihály Krisztina. Kolozsvár : Tinivár, 2003. 259 p.

## Díjak, elismerések
- Barabás Miklós Céh Festészeti Díja (1997)
- Szolnay Sándor-díj (2004)
- a Magyar Köztársasági Érdemrend lovagkeresztje (2011)[4]

## Társasági tagság
- Barabás Miklós Céh
- Romániai Képzőművészek Szövetsége